# Iván Castellani
Iván Castellani (ur. 19 stycznia 1991 w Padwie) – argentyński siatkarz, grający na pozycji atakującego. Od sezonu 2016/2017 występuje w belgijskiej drużynie Noliko Maaseik, gdzie jego ojciec jest trenerem.
Iván urodził się we włoskim mieście Padwa, gdzie wtedy jego ojciec Daniel Castellani występował w klubie Pallavolo Padwa. Jego ojciec również był siatkarzem. Od 1993 roku został trenerem. Ma siostrę o imieniu Ariana i mamę Silvinę.

## Sukcesy klubowe
Puchar ACLAV:
- 2010, 2012

Klubowe Mistrzostwa Ameryki Południowej:
- 2010

Mistrzostwo Argentyny:
- 2010, 2011
- 2012

Superpuchar Belgii:
- 2016

Mistrzostwo Belgii:
- 2017

## Sukcesy reprezentacyjne
Mistrzostwa Ameryki Południowej Juniorów:
- 2008

Mistrzostwa Świata Kadetów:
- 2009

Puchar Panamerykański:
- 2010

Mistrzostwa Świata Juniorów:
- 2011[3]

Mistrzostwa Ameryki Południowej:
- 2011

Igrzyska Panamerykańskie:
- 2011

Memoriał Huberta Jerzego Wagnera:
- 2012